# Alfredo Milani
Alfredo Milani (Garbagnate Milanese, 6 de enero de 1924 – 30 de noviembre de 2017) fue un piloto italiano, que compitió en el Campeonato del Mundo de Motociclismo, desde 1951 hasta 1960. Ganó tres victorias en Grandes Premios en el Mundial y quedó subcampeón de la categoría de 500cc por detrás de Geoff Duke en 1951.

## Biografía
Alfredo formaba parte de una familia donde se vivía el motociclismo. Su hermano Albino fue pasajero y conductor en sidecar y su otro hermano Rossano hizo de pasajero de Albino en alguna ocasión. Siempre con sus hermanos fue propietario de un conocido taller mecánico en Milán durante mucho tiempo.
Su nombre siempre estuvo ligado a la marca Gilera con el que compitió en todas las ediciones del campeonato del mundo en el que participó de forma ininterrumpida hasta el final de la temporada 1957, que coincidió con el fin de la participación del fabricante de motocicletas de Arcore con la marcha de todas principales escuderías italianas. En los años siguientes, sus presencias en el Campeonato del mundo en la categoría reina se limitaron casi sólo al Gran Premio de las Naciones de Motociclismo.
La primera de sus tres victorias, todas en 500cc, la logró en el GP de Francia de 1951, año en el que terminó en segundo lugar de 500cc.
En 1952 se proclamó campeón del Campeonato Italiano Senior en la clase 500.

## Resultados
| Posición | 1 | 2 | 3 | 4 | 5 | 6 |
| Puntos   | 8 | 6 | 4 | 3 | 2 | 1 |

(carreras en cursiva indica vuelta rápida)
| Año  | Clase  | Moto   | 1       | 2       | 3       | 4       | 5       | 6       | 7       | 8      | 9     | Pts. | Pos. |
| ---- | ------ | ------ | ------- | ------- | ------- | ------- | ------- | ------- | ------- | ------ | ----- | ---- | ---- |
| 1950 | 500cc  | Gilera | IOM -   | BEL -   | NED -   | SUI Ret | ULS -   | NAT 4   |         |        |       | 3    | 13.º |
| 1951 | 500 cc | Gilera | ESP Ret | SUI Ret | IOM -   | NED 2   | BEL 2   | FRA 1   | ULS 4   | NAT 1  |       | 31   | 2.º  |
| 1952 | 500 cc | Gilera | SUI Ret | IOM -   | NED Ret | BEL Ret | GER -   | ULS -   | NAT -   | ESP -  |       | 0    | -    |
| 1953 | 500 cc | Gilera | IOM Ret | NED Ret | BEL 1   |         | FRA 3   | ULS Ret | SUI 2   | NAT -  | ESP - | 18   | 3.º  |
| 1954 | 500 cc | Gilera | FRA 2   | IOM -   | ULS -   | BEL -   | NED -   | RFA -   | SUI -   | NAT -  | ESP - | 6    | 10.º |
| 1955 | 500cc  | Gilera | ESP -   | FRA -   | IOM -   | RFA -   | BEL Ret | NED 14  | ULS -   | NAT 5  |       | 2    | 23.º |
| 1956 | 500cc  | Gilera | IOM -   | NED -   | BEL 5   | RFA -   | ULS -   | NAT 8   |         |        |       | 2    | 20.º |
| 1957 | 350cc  | Gilera | RFA -   | IOM -   | NED -   | BEL 10  | ULS -   | NAT 4   |         |        |       | 3    | 12.º |
| 1957 | 500cc  | Gilera | RFA -   | IOM -   | NED -   | BEL Ret | ULS -   | NAT 3   |         |        |       | 4    | 10.º |
| 1958 | 350cc  | Gilera | IOM -   | NED -   | BEL -   | RFA -   | SWE -   | ULS -   | NAT Ret |        |       | 0    | -    |
| 1959 | 350cc  | Norton | FRA -   | IOM -   | RFA -   |         |         | SWE -   | ULS -   | NAT 6  |       | 1    | 16.º |
| 1959 | 500cc  | BMW    | FRA -   | IOM -   | RFA -   | NED Ret | BEL Ret |         | ULS -   | NAT 13 |       | 0    | -    |
| 1960 | 350cc  | Norton | FRA -   | IOM -   | NED -   |         |         | ULS -   | NAT 10  |        |       | 0    | -    |
| 1960 | 500cc  | Gilera | FRA -   | IOM -   | NED -   | BEL -   | GER -   | ULS -   | NAT Ret |        |       | 0    | -    |